# Discografia de Lady Gaga
A discografia de Lady Gaga, uma cantora e compositora de música pop norte-americana, consiste em nove álbuns de estúdio, um álbum de compilação, um extended plays (EPs), quarenta e nove singles (incluindo cinco promocionais e quatro como artista convidada), e quarenta e cinco vídeos musicais. Aos dezessete anos de idade, ela estudou música na Universidade de Nova Iorque, antes de sair aos dezenove. Gaga começou a sua carreira ao apresentar-se em clubes burlescos e a compor canções para outros artistas, como Britney Spears e a banda New Kids on the Block.
O álbum de estúdio de estreia da cantora, The Fame foi lançado em Agosto de 2008. O álbum ficou no topo de várias paradas musicais no mundo inteiro e atingiu o número dois nos Estados Unidos. As suas primeiras canções lançadas como singles, "Just Dance" e "Poker Face", tornaram-se sucessos internacionais de número um. Eles foram seguidos pelos bem-sucedido singles "Eh, Eh (Nothing Else I Can Say)" (lançado somente na Austrália, Nova Zelândia e em partes da Europa), "LoveGame" e "Paparazzi".
Em dezembro de 2010, The Fame já havia vendido mais de onze milhões de cópias mundialmente. O seu sucesso incentivou o planejamento de uma edição deluxe, The Fame Monster, que definitivamente foi lançado como um extended play (EP) autônomo em 18 de novembro de 2009. The Fame Monster ficou no topo da parada da Austrália e atingiu o número cinco nos Estados Unidos, onde vendeu mais de um cinco milhões de cópias.
O seu primeiro single, "Bad Romance", foi outro número um internacional, e os singles sucessores, "Telephone" e "Alejandro", ficaram no topo das paradas em vários países. "Dance in the Dark" foi lançado como o quarto single do álbum na Austrália, onde atingiu a posição de número 24 na parada local, e na França. A primeira compilação de Gaga, The Remix, foi lançada em 3 de março de 2010. Ela foi número seis nos Estados Unidos e cinco e três no Canadá e no Reino Unido, respectivamente. O álbum de remixes vendeu 500 mil cópias mundialmente.
O segundo álbum de estúdio da cantora, Born This Way, foi lançado em 23 de Maio de 2011. Dele, surgiram cinco singles e um promocional. O primeiro, de mesmo nome, foi um êxito a nível mundial, tendo estreado na primeira posição da Billboard Hot 100 e se mantido no topo por seis semanas consecutivas. O segundo, "Judas", lançado em Abril de 2011, foi criticamente bem recebido, com os críticos elogiando a sua energia. O terceiro, "The Edge of Glory", foi primeiramente lançado como single promocional, mas devido a uma rápida comercialização no iTunes, foi lançado como o terceiro single do álbum. O vídeo de "The Edge of Glory" é diferente de muitos de Gaga. Este vídeo é muito simples, sendo que não contém dançarinos. O quarto, "You and I", estreou no número 36 na Billboard Hot 100, tendo mais tarde atingido o seu pico na sexta posição. Os críticos elogiaram a canção afirmando que a faixa é destaque no álbum. O quinto, "Marry the Night", alcançou a vigésima nona posição nos EUA e a primeira da tabela de música dance Hot Dance Club Songs.
Durante sua carreira ela já acumulou 6 hits número #1 na Billboard Hot 100 e 6 #1s no UK Charts, as duas paradas musicais mais importantes do mundo, além de ser a terceira artista feminina ter alcançado mais vezes o topo das paradas de sucessos de singles tendo 147 #1s ao redor do mundo.A cantora também é uma das maiores maiores recordistas de vendas mundiais girando em torno de mais de 100 milhões de gravações vendidas ao redor do mundo.

## Álbuns

### Álbuns de estúdio
| Detalhes do álbum | Melhores posições nas tabelas | Melhores posições nas tabelas | Melhores posições nas tabelas | Melhores posições nas tabelas | Melhores posições nas tabelas | Melhores posições nas tabelas | Melhores posições nas tabelas | Melhores posições nas tabelas | Melhores posições nas tabelas | Melhores posições nas tabelas | Vendas                                                                            | Certificações (limiares de vendas) |
| Detalhes do álbum | EUA                           | AUS                           | AUT                           | CAN                           | FRA                           | ALE                           | IRL                           | NZL                           | SUI                           | UK                            | Vendas                                                                            | Certificações (limiares de vendas) |
| --- | ----------------------------- | ----------------------------- | ----------------------------- | ----------------------------- | ----------------------------- | ----------------------------- | ----------------------------- | ----------------------------- | ----------------------------- | ----------------------------- | --------------------------------------------------------------------------------- | --- |
| The Fame - Lançamento: 19 de agosto de 2008 - Editoras: Streamline, Kon Kive, Cherrytree, Interscope - Formatos: CD, download digital, USB, vinil           | 2                             | 5                             | 3                             | 1                             | 3                             | 1                             | 11                            | 8                             | 2                             | 1                             | - : 29 milhões - : 11 milhões - : 500 mil cópias - : 635 mil cópias - : 3 milhões | - : Diamante - : 2x Platina - : 7x Platina - :9x Platina - : 9x Platina - : 4x Platina - : Platina - : Ouro - : 2x Platina - : Diamante |
| Born This Way - Lançamento: 23 de maio de 2011 - Editoras: Streamline, Kon Live, Interscope - Formatos: LP, CD, USB, download digital                       | 1                             | 1                             | 4                             | 1                             | 3                             | 9                             | 1                             | 1                             | 2                             | 1                             | - : 19 milhões - : 8.3 milhões - : 1 milhão - : 400 mil cópias                    | - : Ouro - : 3x Platina - : 3x Ouro - : 4x Platina - : 2x Platina - : 3x Platina - : 2x Platina - : Platina - : Platina - : Platina     |
| ARTPOP - Lançamento: 6 de novembro de 2013 - Editoras: Streamline, Interscope - Formatos: LP, CD, download digital                                          | 1                             | 9                             | 23                            | 4                             | 16                            | 3                             | 10                            | 51                            | 2                             | 1                             | - : 9,6 milhões - : 2.3 milhões cópias - : 175 mil cópias - : 430 mil cópias      | - : Platina - : Prata - : Platina - : Prata - : Platina - : Platina - : Ouro - : Ouro                                                   |
| Cheek to Cheek (com Tony Bennett) - Lançamento: 23 de Setembro de 2014 - Editoras: Columbia, Streamline, Interscope - Formatos: LP, CD, download digital    | 1                             | 7                             | 6                             | 3                             | 9                             | 12                            | 12                            | 3                             | 7                             | 10                            | - : 3,1 milhões - : 1.8 milhão cópias - : 60 mil cópias - : 100 mil cópias        | - : Platina - : Ouro - : Platina - : Platina - : 1x Ouro                                                                                |
| Joanne - Lançamento: 21 de Outubro de 2016 - Editoras: Streamline, Interscope - Formatos: LP, CD, download digital                                          | 1                             | 2                             | 5                             | 8                             | 1                             | 6                             | 4                             | 13                            | 1                             | 3                             | - : 6,4 milhões - : 2.1 milhões cópias - : 15 mil cópias - : 135 mil cópias       | - : Platina - : 1x Prata - : Platina - : 1x Platina - : Platina - : Ouro - : Ouro                                                       |
| Chromatica - Lançamento: 29 de Maio de 2020 - Editoras: Streamline, Interscope - Formatos: LP, K7, CD, download digital                                     | 1                             | 1                             | 1                             | 1                             | 1                             | 3                             | 1                             | 1                             | 1                             | 1                             | - : 7,6 milhões - : 1.870 milhão cópias - : 100 mil cópias - : 40 mil cópias      | - : Prata |
| Love For Sale (com Tony Bennett) - Lançamento: 30 de Setembro de 2021 - Editoras: Streamline, Interscope, Columbia - Formatos: LP, K7, CD, download digital | 8                             | 11                            | 4                             | 33                            | 6                             | 5                             | 24                            | —                             | 2                             | 6                             |                                                                                   | |
| Harlequin - Lançamento: 27 de Setembro de 2024 - Editoras: Streamline, Interscope - Formatos: LP, CD, download digital                                      | 20                            | 40                            | 8                             | 66                            | 10                            | 9                             | 55                            | 28                            | 4                             | 11                            |                                                                                   | |
| Mayhem - Lançamento: 07 de Março de 2025 - Editoras: Streamline, Interscope - Formatos: LP, K7, CD, download digital                                        | 1                             | 1                             | 1                             | 1                             | 2                             | 1                             | 1                             | 1                             | 1                             | 1                             | - : 100 mil cópias - : 40 mil cópias                                              | - : Ouro - : Ouro |
| "—" denota lançamentos que não entraram nas paradas ou não foram lançados nesse território.                                                                 |                               |                               |                               |                               |                               |                               |                               |                               |                               |                               |                                                                                   | |

### Relançamentos
| Detalhes do álbum | Melhores posições nas tabelas | Melhores posições nas tabelas | Melhores posições nas tabelas | Melhores posições nas tabelas | Melhores posições nas tabelas | Vendas | Certificações (limiares de vendas) |
| Detalhes do álbum | EUA                           | EUA Dance                     | AUS                           | CAN                           | FRA                           | Vendas | Certificações (limiares de vendas) |
| --- | ----------------------------- | ----------------------------- | ----------------------------- | ----------------------------- | ----------------------------- | ------ | ---------------------------------- |
| Born This Way The Tenth Anniversary - Lançamento: 25 de junho de 2021 - Editoras: Interscope Records - Formatos: CD, download digital | —                             | —                             | —                             | —                             | —                             |        |                                    |
| "—" denota lançamentos que não entraram nas paradas ou não foram lançados nesse território.                                           |                               |                               |                               |                               |                               |        |                                    |

Extended plays
| Detalhes do álbum | Melhores posições nas tabelas | Melhores posições nas tabelas | Melhores posições nas tabelas | Melhores posições nas tabelas | Melhores posições nas tabelas | Vendas                                                             | Certificações (limiares de vendas)                                                              |
| Detalhes do álbum | EUA                           | EUA Dance                     | AUS                           | CAN                           | FRA                           | Vendas                                                             | Certificações (limiares de vendas)                                                              |
| --- | ----------------------------- | ----------------------------- | ----------------------------- | ----------------------------- | ----------------------------- | ------------------------------------------------------------------ | ----------------------------------------------------------------------------------------------- |
| The Fame Monster - Lançamento: 18 de novembro de 2009 - Editoras: Streamline Records, Kon Live Distribution, Cherrytree Records, Interscope Records - Formatos: LP, CD, download digital, USB | 5                             | 1                             | 1                             | 6                             | 9                             | - : 25.000.000 - : 9.600.000 - : 600.000 - : 500.000 - : 1.600.000 | - : 3× Platina - : 3× Platina - : 4× Platina - : Platina - : 2× Ouro - : 6× Platina - : Platina |
| "—" denota lançamentos que não entraram nas paradas ou não foram lançados nesse território.                                                                                                   |                               |                               |                               |                               |                               |                                                                    |                                                                                                 |

### Álbuns de compilação
| Detalhes do álbum | Vendas |
| --- | ------ |
| The Singles - Lançamento: 8 de dezembro de 2010 - Editoras: Streamline Records, Kon Live Distribution, Cherrytree Records, Interscope Records - Formatos: CD, download digital |        |

### Álbuns deremixes
| Detalhes do álbum | Melhores posições nas tabelas | Melhores posições nas tabelas | Melhores posições nas tabelas | Melhores posições nas tabelas | Melhores posições nas tabelas | Melhores posições nas tabelas | Melhores posições nas tabelas | Vendas                                         | Certificações (limiares de vendas)  |
| Detalhes do álbum | EUA                           | EUA Dance                     | AUS                           | CAN                           | IRL                           | NZL                           | UK                            | Vendas                                         | Certificações (limiares de vendas)  |
| --- | ----------------------------- | ----------------------------- | ----------------------------- | ----------------------------- | ----------------------------- | ----------------------------- | ----------------------------- | ---------------------------------------------- | ----------------------------------- |
| The Remix - Lançamento: 3 de março de 2010 - Editoras: Streamline Records, Kon Live Distribution, Cherrytree Records, Interscope Records - Formatos: CD, download digital | 8                             | 1                             | 12                            | 5                             | 10                            | 9                             | 3                             | - : 2.200.000 - : 500.000                      | - : Platina - : 3× Platina - : Ouro |
| Born This Way: The Remix - Lançamento: 21 de novembro de 2011 - Editoras: Streamline Records, Kon Live Distribution, Interscope Records - Formatos: CD, download digital  | 105                           | 3                             | 62                            | 49                            | 3                             |                               | 35                            | - : 900.000 - : 100.000 - : 60.000 - : 100.000 | - : Ouro                            |
| "—" denota itens que não foram lançados no território ou falharam a entrar nas tabelas musicais.                                                                          |                               |                               |                               |                               |                               |                               |                               |                                                |                                     |

### Box sets
| Detalhes do álbum |
| --- |
| Born This Way: The Collection - Lançamento: 21 de novembro de 2011 - Editoras: Streamline Records, Kon Live Distribution, Interscope Records - Formatos: CD, download digital, DVD |

### Trilhas sonoras
| Detalhes do álbum | Melhores posições nas tabelas | Melhores posições nas tabelas | Melhores posições nas tabelas | Melhores posições nas tabelas | Melhores posições nas tabelas | Melhores posições nas tabelas | Melhores posições nas tabelas | Melhores posições nas tabelas | Melhores posições nas tabelas | Melhores posições nas tabelas | Vendas                                               | Certificações (limiares de vendas)                                                  |
| Detalhes do álbum | AUS                           | CAN                           | CZE                           | EUA                           | EST                           | IRL                           | KOR                           | NZL                           | SWI                           | UK                            | Vendas                                               | Certificações (limiares de vendas)                                                  |
| --- | ----------------------------- | ----------------------------- | ----------------------------- | ----------------------------- | ----------------------------- | ----------------------------- | ----------------------------- | ----------------------------- | ----------------------------- | ----------------------------- | ---------------------------------------------------- | ----------------------------------------------------------------------------------- |
| A Star Is Born (com Bradley Cooper) - Lançamento: 5 de outubro de 2018 - Editoras: Interscope Records - Formatos: CD, download digital, LP | 1                             | 1                             | 2                             | 1                             | 1                             | 1                             | 3                             | 1                             | 8                             | 1                             | - : 12.100.000 - : 5.400.000 - : 500.000 - : 800,000 | - : 5× Platina - : 3× Platina - : 4× Platina - : Platina - : 4× Platina - : Platina |
| "—" denota itens que não foram lançados no território ou falharam a entrar nas tabelas musicais.                                           |                               |                               |                               |                               |                               |                               |                               |                               |                               |                               |                                                      |                                                                                     |

## Singles

### Como artista principal
| Ano                                                                                         | Canção                                           | Melhores posições nas tabelas | Melhores posições nas tabelas | Melhores posições nas tabelas | Melhores posições nas tabelas | Melhores posições nas tabelas | Melhores posições nas tabelas | Melhores posições nas tabelas | Melhores posições nas tabelas | Melhores posições nas tabelas | Melhores posições nas tabelas | Melhores posições nas tabelas | Vendas & Certificações (limiares de vendas) | Álbum             |  |
| Ano                                                                                         | Canção                                           | EUA                           | EUA Dance                     | AUS                           | AUT                           | CAN                           | FRA                           | ALE                           | IRL                           | NZL                           | SUI                           | UK                            | Vendas & Certificações (limiares de vendas) | Álbum             |  |
| ------------------------------------------------------------------------------------------- | ------------------------------------------------ | ----------------------------- | ----------------------------- | ----------------------------- | ----------------------------- | ----------------------------- | ----------------------------- | ----------------------------- | ----------------------------- | ----------------------------- | ----------------------------- | ----------------------------- | --- | ----------------- |  |
| 2008                                                                                        | "Just Dance" (com participação de Colby O'Donis) | 1                             | 2                             | 1                             | 8                             | 1                             | 14                            | 10                            | 1                             | 3                             | 8                             | 1                             | - : 11.00.000 - : 32.000.000 - : 11x Platina - : 6x Platina - : 3x Platina - : Diamante - : Platina | The Fame          |  |
| 2008                                                                                        | "Poker Face"                                     | 1                             | 1                             | 1                             | 1                             | 1                             | 1                             | 1                             | 1                             | 1                             | 1                             | 1                             | - : 14.000.000 - : 41.000.000 - : 8x Platina - : 6x Platina - : Diamante - : 9x Platina - : 3x Platina | The Fame          |  |
| 2009                                                                                        | "Eh, Eh (Nothing Else I Can Say)"                | 86                            | 9                             | 15                            | 55                            | 68                            | 7                             | 4                             | 2                             | 9                             | —                             | 78                            | - : 4.720.000 - : Ouro - : Ouro - : Ouro | The Fame          |  |
| 2009                                                                                        | "LoveGame"                                       | 5                             | 1                             | 4                             | 6                             | 2                             | 5                             | 1                             | 7                             | 1                             | 1                             | 4                             | - : 5.100.000 - : 12.800.000 - : 5x Platina - : Prata - : Platina - : 2x Platina - : Ouro | The Fame          |  |
| 2009                                                                                        | "Paparazzi"                                      | 6                             | 1                             | 1                             | 1                             | 3                             | 2                             | 1                             | 4                             | 5                             | 1                             | 2                             | - : 9.300.000 - : 23.500.000 - : 7x Platina - : 2x Platina - : Ouro - : Ouro - : Ouro - : Platina | The Fame          |  |
| 2009                                                                                        | "Bad Romance"                                    | 2                             | 1                             | 1                             | 1                             | 1                             | 1                             | 1                             | 1                             | 1                             | 1                             | 1                             | - : 15.000.000 - : 40.000.000 - : Diamante - : 4x Platina - : 7x Platina - : Platina - : 4x Platina - : 3x Platina - : 9x Platina - : 2x Platina - : Platina - : 2x Platina - : Platina - Ouro - : 2x Platina | The Fame Monster  |  |
| 2010                                                                                        | "Telephone" (com participação de Beyoncé)        | 3                             | 1                             | 1                             | 1                             | 3                             | 2                             | 3                             | 1                             | 3                             | 1                             | 1                             | - : 9.300.000 - : 33.500.000 - : 7x Platina - : 3x Platina - : 3x Platina - : Ouro - : Platina - : Ouro - : Platina                                                                                           | The Fame Monster  |  |
| 2010                                                                                        | "Alejandro"                                      | 5                             | 1                             | 2                             | 2                             | 4                             | 3                             | 2                             | 3                             | 1                             | 3                             | 7                             | - : 9.500.000 - : 18.000.000 - : 5x Platina - : Platina - : Platina - : Ouro - : Platina - : Ouro | The Fame Monster  |  |
| 2010                                                                                        | "Dance in the Dark"                              | 122                           | 9                             | 24                            | —                             | 88                            | 30                            | —                             | —                             | —                             | —                             | 89                            | - : 5.500.000 | The Fame Monster  |  |
| 2011                                                                                        | "Born This Way"                                  | 1                             | 1                             | 1                             | 1                             | 1                             | 2                             | 1                             | 1                             | 1                             | 1                             | 3                             | - : 10.000.000 - : 26.000.000 - : 8x Platina - : 4x Platina - : Ouro - : Ouro - : Ouro - : Ouro - : Platina                                                                                                   | Born This Way     |  |
| 2011                                                                                        | "Judas"                                          | 10                            | 1                             | 6                             | 6                             | 8                             | 7                             | 2                             | 4                             | 5                             | 8                             | 8                             | - : 3.000.000 - : 16.500.000 - : Platina - : Ouro - : Ouro - : Ouro - : 3x Platina - : Prata | Born This Way     |  |
| 2011                                                                                        | "The Edge of Glory"                              | 3                             | 1                             | 2                             | 3                             | 3                             | 7                             | 3                             | 4                             | 3                             | 10                            | 6                             | - : 6.800.000 - : 19.300.000 - : 6x Platina - : 2x Platina - : Ouro - : Ouro - :Ouro - : Platina | Born This Way     |  |
| 2011                                                                                        | "You and I"                                      | 6                             | 1                             | 14                            | 8                             | 10                            | 98                            | 21                            | 19                            | 5                             | 32                            | 23                            | - : 5.200.000 - : 19.000.000 - : 5x Platina - : Ouro - : Ouro | Born This Way     |  |
| 2011                                                                                        | "Marry the Night"                                | 29                            | 1                             | 80                            | 13                            | 11                            | 50                            | 17                            | 24                            | —                             | 34                            | 16                            | - : 9.000.000 - : 2x Platina - : Prata | Born This Way     |  |
| 2013                                                                                        | "Applause"                                       | 4                             | 1                             | 1                             | 2                             | 1                             | 3                             | 1                             | 2                             | 1                             | 7                             | 1                             | - : 8.000.000 - : 20.800.000 - : 5x Platina - : 2x Platina - : 2x Platina - : Ouro - : Platina - : Platina - : Ouro - : Ouro - : Platina - : Platina - : Ouro                                                 | ARTPOP            |  |
| 2013                                                                                        | "Do What U Want" (com participação de R. Kelly)  | 13                            | 7                             | 21                            | 10                            | 3                             | 8                             | 14                            | 9                             | 12                            | 14                            | 9                             | - : 2.100.000 - : 5.000.000 - : 2x Platina - : Ouro - : Platina - : Ouro | ARTPOP            |  |
| 2014                                                                                        | "G.U.Y."                                         | 76                            | 4                             | 8                             | 78                            | 92                            | —                             | 23                            | —                             | 2                             | 4                             | 115                           | - : 1.540.000 | ARTPOP            |  |
| 2014                                                                                        | "Anything Goes"                                  | —                             | —                             | —                             | —                             | —                             | 178                           | —                             | —                             | —                             | —                             | 174                           | - :16.000 | Cheek To Cheek    |  |
| 2014                                                                                        | "I Can't Give You Anything But Love"             | —                             | —                             | —                             | —                             | —                             | 173                           | —                             | —                             | —                             | —                             | —                             | — | Cheek To Cheek    |  |
| 2014                                                                                        | "Nature Boy"                                     | —                             | —                             | —                             | —                             | —                             | —                             | —                             | —                             | —                             | —                             | —                             | — | Cheek To Cheek    |  |
| 2015                                                                                        | "Til It Happens to You"                          | 95                            | 1                             | —                             | —                             | 46                            | 46                            | —                             | —                             | —                             | —                             | 171                           | — | Single sem álbum  |  |
| 2016                                                                                        | "Perfect Illusion"                               | 15                            | 2                             | 4                             | 1                             | 17                            | 1                             | 31                            | 9                             | 1                             | 16                            | 2                             | - : 3.400.000 - : Ouro - : Ouro - : 2x Platina - : Ouro | Joanne            |  |
| 2016                                                                                        | "Million Reasons"                                | 4                             | 1                             | 1                             | 1                             | 42                            | 3                             | 2                             | 8                             | 1                             | 7                             | 1                             | - : 9.000.000 - : Platina - : Prata - : Ouro - : 2x Platina - : 5x Platina - : Ouro | Joanne            |  |
| 2017                                                                                        | "The Cure"                                       | 39                            | 23                            | 10                            | 37                            | 33                            | 4                             | 57                            | 24                            | —                             | 41                            | 19                            | - : 7.000.000 - : Platina - : Prata - : Ouro - : 3x Platina | Single sem álbum  |  |
| 2017                                                                                        | "Joanne (Where Do You Think You're Goin'?)"      | —                             | —                             | —                             | 190                           | —                             | —                             | —                             | —                             | —                             | —                             | 154                           | — | Joanne            |  |
| 2018                                                                                        | "Shallow" (com Bradley Cooper)                   | 1                             | 1                             | 1                             | 1                             | 1                             | 1                             | 8                             | 1                             | 1                             | 1                             | 1                             | - : 42.060.000 - : 2x Platina - : Platina - : Ouro - : 7x Platina - : 2x Platina - : Platina - : Ouro | A Star Is Born    |  |
| 2018                                                                                        | "Always Remember Us This Way"                    | 41                            | —                             | 12                            | 36                            | 32                            | 60                            | 91                            | 3                             | 14                            | 8                             | 25                            | - : 22.900.000 - : 3x Platina - : Platina - : Ouro - : Ouro | A Star Is Born    |  |
| 2018                                                                                        | "I'll Never Love Again"                          | 36                            | —                             | —                             | —                             | 58                            | 128                           | —                             | 26                            | —                             | 18                            | 35                            | - : 12.000.000 - : 2x Platina - : Prata | A Star Is Born    |  |
| 2020                                                                                        | "Stupid Love"                                    | 5                             | 1                             | 7                             | 17                            | 7                             | 36                            | 21                            | 15                            | 23                            | 6                             | 5                             | - : 10.416.000 - : 500.000 - : Ouro | Chromatica        |  |
| 2020                                                                                        | "Rain On Me" (com Ariana Grande)                 | 1                             | 1                             | 1                             | 1                             | 1                             | 1                             | 3                             | 1                             | 1                             | 1                             | 1                             | - : 24:720.000 - : 9.000.000 | Chromatica        |  |
| 2020                                                                                        | 911                                              | 101                           | 10                            | 76                            | —                             | 85                            | 141                           | —                             | —                             | 76                            | —                             | 98                            | | Chromatica        |  |
| 2021                                                                                        | Free Woman                                       | 102                           | 10                            | 75                            | —                             | 80                            | 143                           | —                             | —                             | 6                             | —                             | —                             | | Chromatica        |  |
| 2021                                                                                        | I Get a Kick Out of You                          | —                             | —                             | —                             | —                             | —                             | —                             | —                             | —                             | —                             | —                             | —                             | | Love For Sale     |  |
| 2021                                                                                        | Love For Sale                                    | —                             | —                             | —                             | —                             | —                             | —                             | —                             | —                             | —                             | —                             | —                             | | Love For Sale     |  |
| 2022                                                                                        | Hold My Hand                                     | 49                            | —                             | 36                            | 75                            | 29                            | 85                            | 87                            | 57                            | 6                             | 5                             | 24                            | | Top Gun: Maverick |  |
| 2022                                                                                        | Bloody Mary                                      | 41                            | 31                            | —                             | 32                            | 50                            | 43                            | 31                            | 80                            | —                             | 29                            | 22                            | | Born This Way     |  |
| 2024                                                                                        | Die With A Smile                                 | 1                             | —                             | 2                             | 20                            | 1                             | 8                             | 5                             | 3                             | 1                             | 1                             | 2                             | | MAYHEM            |  |
| 2024                                                                                        | Disease                                          | 27                            | —                             | 39                            | 52                            | 28                            | 66                            | 70                            | —                             | —                             | 27                            | 7                             | | MAYHEM            |  |
| 2025                                                                                        | Abracadabra                                      | 13                            | 1                             | 12                            | 5                             | 12                            | 13                            | 4                             | 6                             | 13                            | 5                             | 3                             | | MAYHEM            |  |
| "—" denota lançamentos que não entraram nas paradas ou não foram lançados nesse território. |                                                  |                               |                               |                               |                               |                               |                               |                               |                               |                               |                               |                               | |                   |  |

### Como artista convidada
| Ano                                                                                         | Canção                                                                                          | Melhores posições nas tabelas | Melhores posições nas tabelas | Melhores posições nas tabelas | Melhores posições nas tabelas | Melhores posições nas tabelas | Álbum                         |
| Ano                                                                                         | Canção                                                                                          | EUA                           | AUS                           | CAN                           | IRL                           | UK                            | Álbum                         |
| ------------------------------------------------------------------------------------------- | ----------------------------------------------------------------------------------------------- | ----------------------------- | ----------------------------- | ----------------------------- | ----------------------------- | ----------------------------- | ----------------------------- |
| 2008                                                                                        | "Chillin" (Wale com participação de Lady Gaga)                                                  | 99                            | 29                            | 73                            | 19                            | 12                            | Attention: Deficit            |
| 2009                                                                                        | "Video Phone" (Beyoncé com participação de Lady Gaga)                                           | 65                            | 31                            | —                             | —                             | 58                            | I Am... Sasha Fierce          |
| 2011                                                                                        | "3-Way (The Golden Rule)" (The Lonely Island com participação de Justin Timberlake & Lady Gaga) | 103                           | —                             | —                             | —                             | —                             | Não adicionado à nenhum álbum |
| 2011                                                                                        | "The Lady Is a Tramp" (Tony Bennett com participação de Lady Gaga)                              | —                             | —                             | —                             | —                             | 188                           | Duets II                      |
| 2023                                                                                        | Sweet Sounds of Heaven                                                                          | —                             | —                             | 19                            | —                             | 2                             | Hackney Diamonds              |
| "—" denota lançamentos que não entraram nas paradas ou não foram lançados nesse território. |                                                                                                 |                               |                               |                               |                               |                               |                               |

### Singlespromocionais
| Ano                                                                                         | Canção      | Melhores posições nas tabelas | Melhores posições nas tabelas | Melhores posições nas tabelas | Melhores posições nas tabelas | Melhores posições nas tabelas | Melhores posições nas tabelas | Melhores posições nas tabelas | Melhores posições nas tabelas | Melhores posições nas tabelas | Melhores posições nas tabelas | Certificados | Álbum         |
| ------------------------------------------------------------------------------------------- | ----------- | ----------------------------- | ----------------------------- | ----------------------------- | ----------------------------- | ----------------------------- | ----------------------------- | ----------------------------- | ----------------------------- | ----------------------------- | ----------------------------- | ------------ | ------------- |
| Ano                                                                                         | Canção      | EUA                           | AUS                           | AUT                           | CAN                           | FRA                           | ALE                           | ITÁ                           | —                             | —                             | —                             | Certificados | Álbum         |
| 2011                                                                                        | "Hair"      | 12                            | 20                            | —                             | 11                            | 12                            | —                             | 5                             | 9                             | —                             | 13                            |              | Born This Way |
| 2013                                                                                        | "Venus"     | 32                            | 31                            | 36                            | 19                            | 9                             | 35                            | 7                             | 20                            | 18                            | 76                            |              | ARTPOP        |
| 2013                                                                                        | "Dope"      | 8                             | 34                            | 28                            | 96                            | 8                             | 34                            | 5                             | 20                            | 15                            | 124                           |              | ARTPOP        |
| 2016                                                                                        | "A-YO"      | 66                            | —                             | —                             | 55                            | 167                           | —                             | —                             | 3                             | 62                            | 66                            |              | Joanne        |
| 2018                                                                                        | "Your Song" | —                             | —                             | —                             | —                             | 31                            | —                             | —                             | —                             | —                             | —                             |              | Revamp        |
| "—" denota lançamentos que não entraram nas paradas ou não foram lançados nesse território. |             |                               |                               |                               |                               |                               |                               |                               |                               |                               |                               |              |               |

### Outras canções que entraram nas tabelas musicais
| Canção                                                                   | Ano  | Melhores posições nas paradas | Melhores posições nas paradas | Melhores posições nas paradas | Melhores posições nas paradas | Melhores posições nas paradas | Melhores posições nas paradas | Melhores posições nas paradas | Melhores posições nas paradas | Certificados | Álbum               |
| Canção                                                                   | Ano  | EUA                           | AUS                           | BÉL                           | CAN                           | FRA                           | JAP                           | NZ                            | RU                            | Certificados | Álbum               |
| ------------------------------------------------------------------------ | ---- | ----------------------------- | ----------------------------- | ----------------------------- | ----------------------------- | ----------------------------- | ----------------------------- | ----------------------------- | ----------------------------- | ------------ | ------------------- |
| "The Fame"                                                               | 2008 | —                             | 73                            | —                             | —                             | —                             | —                             | —                             | —                             |              | The Fame            |
| "Starstruck" (com a participação de Space Cowboy e Flo Rida)             | 2008 | 107                           | —                             | —                             | 74                            | —                             | —                             | —                             | 191                           | - : Ouro     | The Fame            |
| "Big Girl Now" (New Kids on the Block com a participação de Lady Gaga)   | 2008 | —                             | —                             | —                             | 84                            | —                             | —                             | —                             | —                             |              | The Block           |
| "Monster"                                                                | 2009 | 112                           | 80                            | —                             | —                             | —                             | —                             | 29                            | 68                            |              | The Fame Monster    |
| "Speechless"                                                             | 2009 | 94                            | —                             | —                             | 67                            | —                             | —                             | —                             | 88                            |              | The Fame Monster    |
| "So Happy I Could Die"                                                   | 2009 | —                             | —                             | —                             | —                             | —                             | —                             | —                             | 84                            |              | The Fame Monster    |
| "Teeth"                                                                  | 2009 | —                             | —                             | —                             | —                             | —                             | —                             | —                             | 107                           |              | The Fame Monster    |
| "Scheiße"                                                                | 2011 | 111                           | —                             | —                             | —                             | —                             | —                             | —                             | 136                           |              | Born This Way       |
| "Black Jesus + Amen Fashion"                                             | 2011 | —                             | —                             | —                             | —                             | —                             | —                             | —                             | 172                           |              | Born This Way       |
| "Fashion of His Love"                                                    | 2011 | —                             | —                             | —                             | —                             | —                             | —                             | —                             | 140                           |              | Born This Way       |
| "The Queen"                                                              | 2011 | —                             | —                             | —                             | —                             | —                             | —                             | —                             | 150                           |              | Born This Way       |
| "White Christmas"                                                        | 2011 | —                             | —                             | 83                            | —                             | —                             | 93                            | —                             | 87                            |              | A Very Gaga Holiday |
| "Artpop"                                                                 | 2013 | —                             | —                             | —                             | —                             | 185                           | —                             | —                             | —                             |              | Artpop              |
| "Cheek to Cheek"                                                         | 2014 | —                             | —                             | 45                            | —                             | —                             | —                             | —                             | —                             |              | Cheek to Cheek      |
| "Diamond Heart"                                                          | 2016 | —                             | —                             | —                             | —                             | —                             | —                             | 7                             | 155                           |              | Joanne              |
| "Joanne"                                                                 | 2016 | —                             | —                             | —                             | —                             | 190                           | —                             | —                             | 154                           |              | Joanne              |
| "John Wayne"                                                             | 2016 | —                             | —                             | —                             | —                             | —                             | —                             | —                             | 180                           |              | Joanne              |
| "Dancin' in Circles"                                                     | 2016 | —                             | —                             | —                             | —                             | —                             | —                             | —                             | 186                           |              | Joanne              |
| "Angel Down"                                                             | 2016 | —                             | —                             | —                             | —                             | —                             | —                             | —                             | 152                           |              | Joanne              |
| "I'll Never Love Again"                                                  | 2018 | 36                            | 15                            | —                             | 43                            | 61                            | —                             | —                             | 27                            | - : Ouro     | A Star Is Born      |
| Garden of Eden                                                           | 2025 | 52                            |                               |                               | 43                            |                               |                               |                               | 23                            |              | MAYHEM              |
| "—" indica lançamentos que não entraram nas paradas de determinado país. |      |                               |                               |                               |                               |                               |                               |                               |                               |              |                     |

## Videografia

### Álbuns de vídeo
| Detalhes do álbum | Obervações |
| --- | --- |
| One Sequin at a Time - Lançamento: 1 de outubro de 2009 - Editoras: Streamline Records, Kon Live Distribution, Cherrytree Records, Interscope Records - Formatos: DVD, blu-ray, download digital                             | - Contém um documentário de uma hora de duração, sobre a vida de Lady Gaga antes da fama. - Contém os vídeos musicais dos primeiros seis singles de Gaga. |
| The Fame Monster: Video EP - Lançamento: 7 de maio de 2010 - Editoras: Streamline Records, Kon Live Distribution, Cherrytree Records, Interscope Records - Formato: Download digital                                         | - Contém os vídeos musicais dos primeiros oito singles de Gaga.                                                                                           |
| Lady Gaga Presents the Monster Ball Tour: At Madison Square Garden - Lançamento: 21 de novembro de 2011 - Editoras: Streamline Records, Kon Live Distribution, Interscope Records - Formatos: DVD, blu-ray, download digital | - Contém imagens da paragem da The Monster Ball Tour no Madison Square Garden em Nova Iorque. - Foi emitido na HBO em Maio de 2011.                       |
| Gaga Chromatica Ball - Lançamento: 25 de maio de 2024 - Editoras: HBO, Max - Formatos: Streaming | |

### Vídeos musicais
| Ano                    | Canção                                                                                            | Album                         | Director(es)                              |
| ---------------------- | ------------------------------------------------------------------------------------------------- | ----------------------------- | ----------------------------------------- |
| 2008                   | "Just Dance"                                                                                      | The Fame                      | Melina Matsoukas                          |
| 2008                   | "Beautiful, Dirty, Rich"                                                                          | The Fame                      | Melina Matsoukas                          |
| 2008                   | "Poker Face"                                                                                      | The Fame                      | Ray Kay                                   |
| 2009                   | "Eh, Eh (Nothing Else I Can Say)"                                                                 | The Fame                      | Joseph Kahn                               |
| 2009                   | "LoveGame"                                                                                        | The Fame                      | Joseph Kahn                               |
| 2009                   | "Paparazzi"                                                                                       | The Fame                      | Jonas Åkerlund                            |
| 2009                   | "Bad Romance"                                                                                     | The Fame Monster              | Francis Lawrence                          |
| 2010                   | "Telephone" (com Beyoncé)                                                                         | The Fame Monster              | Jonas Åkerlund                            |
| 2010                   | "Alejandro"                                                                                       | The Fame Monster              | Steven Klein                              |
| 2011                   | "Born This Way"                                                                                   | Born This Way                 | Nick Knight, Laurieann Gibson e Lady Gaga |
| 2011                   | "Judas"                                                                                           | Born This Way                 | Lady Gaga, Laurieann Gibson               |
| 2011                   | "The Edge of Glory"                                                                               | Born This Way                 | Haus of Gaga                              |
| 2011                   | "You and I"                                                                                       | Born This Way                 | Laurieann Gibson                          |
| 2011                   | "Marry the Night"                                                                                 | Born This Way                 | Lady Gaga                                 |
| 2013                   | "Applause"                                                                                        | ARTPOP                        | Inez & Vinoodh                            |
| 2014                   | "G.U.Y. – An Artpop Film"                                                                         | ARTPOP                        | Lady Gaga                                 |
| 2014                   | "Anything Goes" (com Tony Bennett)                                                                | Cheek to Cheek                | Nicole Ehrlich Harvey White               |
| 2014                   | "I Can't Give You Anything but Love" (com Tony Bennett)                                           | Cheek to Cheek                | Nicole Ehrlich Harvey White               |
| 2014                   | "But Beautiful" (com Tony Bennett)                                                                | Cheek to Cheek                | Nicole Ehrlich Harvey White               |
| 2014                   | "It Don't Mean a Thing (If It Ain't Got That Swing)" (com Tony Bennett)                           | Cheek to Cheek                | Nicole Ehrlich Harvey White               |
| 2015                   | "Til It Happens to You"                                                                           | Não adicionado à nenhum álbum | Catherine Hardwick                        |
| 2016                   | "Perfect Illusion"                                                                                | Joanne                        | Ruth Hogben Andrea Gelardin               |
| 2016                   | "Million Reasons"                                                                                 | Joanne                        | Lady Gaga Ruth Hogben Andrea Gelardin     |
| 2017                   | "John Wayne"                                                                                      | Joanne                        | Jonas Åkerlund                            |
| 2018                   | "Joanne (Where Do You Think You're Goin'?)"                                                       | Joanne                        | Ruth Hogben Andrea Gelardin Haus of Gaga  |
| 2018                   | "Shallow" (com Bradley Cooper)                                                                    | A Star Is Born                | Desconhecido                              |
| 2018                   | "Look What I Found"                                                                               | A Star Is Born                | Desconhecido                              |
| 2018                   | "I'll Never Love Again"                                                                           | A Star Is Born                | Desconhecido                              |
| 2018                   | "Always Remember Us This Way"                                                                     | A Star Is Born                | Desconhecido                              |
| 2020                   | "Stupid Love"                                                                                     | Chromatica                    |                                           |
| 2020                   | "Rain On Me" (com Ariana Grande)                                                                  | Chromatica                    |                                           |
| 2020                   | "911"                                                                                             | Chromatica                    |                                           |
| 2021                   | "I get a Kick Out of You"                                                                         | Love For Sale                 |                                           |
| 2021                   | "Love For Sale"                                                                                   | Love For Sale                 |                                           |
| 2021                   | "I Concentrate On You"                                                                            | Love For Sale                 |                                           |
| 2021                   | "Dream Dancing"                                                                                   | Love For Sale                 |                                           |
| 2021                   | "Night and Day"                                                                                   | Love For Sale                 |                                           |
| 2022                   | "Hold My Hand"                                                                                    | Top Gun: Maverick             |                                           |
| 2024                   | "Die With A Smile"                                                                                | MAYHEM                        |                                           |
| 2024                   | "Disease"                                                                                         | MAYHEM                        |                                           |
| 2025                   | "Abracadabra"                                                                                     | MAYHEM                        |                                           |
| Como artista convidada |                                                                                                   |                               |                                           |
| 2009                   | "Chillin" (Wale com participação de Lady Gaga)                                                    | Attention Deficit             | Chris Robinson                            |
| 2009                   | "Video Phone" (Beyoncé com participação de Lady Gaga)                                             | I Am... Sasha Fierce          | Hype Williams                             |
| 2011                   | "3-Way (The Golden Rule)" (The Lonely Island com participação de Justin Timberlake e Lady Gaga)\| | Não adicionado à nenhum álbum | Akiva Schaffer, Jorma Taccone             |
| 2011                   | "The Lady Is a Tramp" (Tony Bennett com participação de Lady Gaga)                                | Duets II                      | Lee Musiker, Unjoo Moon                   |